# ながたまや
ながた まや（12月生まれ）は、日本の歌手。本名は永田 茉彩（読みは同じ）。2022年4月4日より、NHKの番組『おかあさんといっしょ』の第22代目うたのおねえさんを務める。

## 人物・来歴
- 12月生まれ、静岡県富士宮市出身。
- 幼少期のころからうたのおねえさんを志し、第18代うたのおねえさんであるつのだりょうこの頃から、番組の歴代おねえさんをチェックしている。
- 5歳の頃からミュージカルに出演し、以降は様々な歌やダンスの舞台に数多く出演した経験を持つ。
- 幼稚園の頃からエアロビクスダンスを習っており、全日本ゴリエ杯チアダンス選手権の大会に出場経験がある。
- 中学生時代には吹奏楽部、高校生時代には音楽部に所属していた。
- 国立音楽大学声楽科出身、2022年3月に卒業。
- 共演のうたのおにいさんは第12代目の花田ゆういちろう（同じ大学の先輩にあたる）、たいそうのおにいさんは最初の1年間（2023年4月1日まで）は第12代目の福尾誠、それ以降は第13代目の佐久本和夢。たいそうのおねえさんは初代の秋元杏月。
- 特技・趣味は食べること、観劇、お絵かき、散歩、変顔。
- 好きな食べ物は牛タン、チョコレート、ハンバーグ、芋けんぴ、パン、梨、メロン。
- 好きなスポーツはダンス。
- 好きな番組の歌は、「銀ちゃんのラブレター」・「タンポポ団にはいろう」・「まほうのくつ」を挙げている。

2022年2月に先代のうたのおねえさんの小野あつこが同年4月2日をもって番組を卒業することが発表され、交代の会見が行われた。ながたは同会見において「幼稚園のころから歌のお姉さんになるのが夢だった。今も信じられない。みんなの笑顔があふれる時間にしたい」と意気込みを語っている。うたのおねえさんの交代と同時にエンディングの曲も変更されたのは、1999年に茂森あゆみからつのだりょうこに交代すると同時に「ドレミファ列車」から「スプラッピスプラッパ」に変更されて以来、23年ぶり。

## 出演

### テレビ
- 『おかあさんといっしょ』（2022年4月4日 - 、NHK Eテレ） - 第22代目うたのおねえさん